# Raus aus meinem Kopf!
Raus aus meinem Kopf! (Originaltitel: The Rickshank Rickdemption) ist die erste Folge der dritten Staffel und die insgesamt 22. Folge der Serie Rick and Morty. Sie wurde von Mike McMahan geschrieben und von Juan Meza-Leon inszeniert. Die dritte Staffel wurde erstmals am 1. April 2017 unangekündigt auf Adult Swim in den Vereinigten Staaten ausgestrahlt, wo sie von 676.000 amerikanischen Haushalten gesehen wurde. Am ersten Tag der ursprünglichen Ausstrahlung wurde The Rickshank Rickdemption alle halbe Stunde von 20.00 bis 12.00 Uhr ET mit verbesserten Quoten gespielt, als Teil von Adult Swims alljährlichem Aprilscherz ausgestrahlt.
Die Episode folgt den Ereignissen um Rick Sanchez’ Inhaftierung im Gefängnis der Galaktischen Föderation und seinen Fluchtversuchen, mit Enthüllungen, die sowohl seine wahren Motive als auch seinen Charakter offenbaren. Nach der ersten Ausstrahlung erhielt The Rickshank Rickdemption positive Kritiken, die die Charakterentwicklung der Episode und ihre überraschende Wendung positiv aufnahmen.

## Handlung
Während Rick Sanchez’ Gefangenschaft hat die Galaktische Föderation die Erde kolonisiert und die Familie Smith versucht, mit seiner Abwesenheit fertig zu werden. Summer exhumiert die Überreste des alternativen Rick in ihrem Hinterhof, mit der Absicht, seine Portalwaffe zu benutzen und ihn zu retten. Morty versucht jedoch Summer, Ricks Unzulänglichkeiten zu offenbaren, indem er sie in ein Universum bringt, in dem die Erde als Folge von Ricks Unachtsamkeit von mutierten Menschen bewohnt wird (genannt die Cronenberg-Welt). Die ganze Zeit versuchen die Wissenschaftler der Galaktischen Föderation, das Geheimnis von Ricks Portalwaffe zu lüften, indem sie den außerirdischen Cornvelious Daniel in seinen Verstand schicken, um ihn zu verhören, vollgestopft mit mentalen Bildern seiner Vergangenheit.
Morty und Summer werden von der Familie Smith der Cronenberg Welt gefangen genommen, aber von SEAL Team Ricks gerettet, die die beiden zum Council of Ricks schicken. Nachdem sie erfahren haben, dass Rick gefangen genommen wurde, kündigen Seal Team Ricks ihren Plan an, ein Team zu entsenden, um ihn zu erledigen. Im Gefängnis täuscht Rick die Galaktische Föderation in dem Glauben, er habe die Geheimnisse seiner Portalwaffe preisgegeben. Jedoch hat er ihnen einen Virus gegeben, mit dem es ihm gelingt in die Technologie der Föderation einzudringen, um mit Cornvelious Daniel die Körper zu tauschen. Sein Körper wird von einem Mitglied des SEAL Team Ricks erschossen, der nicht weiß, dass er noch lebt.
Rick überträgt sein Bewusstsein in einen der SEAL Team Ricks und tötet die anderen. Er infiltriert die Citadel of Ricks und schafft es, die Station in den gleichen Raum wie das Föderationsgefängnis zu teleportieren. Dies treibt beide Seiten in eine massive Schlacht; Rick nutzt das daraus resultierende Chaos, um Morty und Summer zu retten und den Rat der Ricks zu töten. In dem Durcheinander begibt sich Rick in den Hauptrechner der Föderation, der sich als Grund für seine Selbstanzeige herausstellte. Er nutzt diesen Zugang, um die galaktische Währung wertlos zu machen und damit die Wirtschaft der Föderation zu zerstören. Die Galaktische Föderation gerät ins Chaos und bricht infolgedessen zusammen, wobei die Aliens die Erde verlassen.
Von Summer und Beth als Held angepriesen, kehrt Rick in den Smith-Haushalt zurück, aber Jerry stellt Beth ein Ultimatum, sich für ihn oder Rick zu entscheiden. Rick, Summer und Morty gehen in die Garage, anstatt sich an dem bevorstehenden Streit zu beteiligen. Kurze Zeit später verkündet Beth, dass sie Jerry verlässt. Als der neue Status quo etabliert ist und Rick mit Morty allein gelassen wird, offenbart er Morty, dass sein Hintergedanke darin bestand, sowohl die Galaktische Föderation als auch Jerry „verschwinden zu lassen“, indem er Jerry für seinen Verrat im Finale der zweiten Saison bestraft und seine Rolle als Mortys de facto männlicher Einfluss sicherstellt. Dies führt dazu, dass Rick auf eine unsinnige Tirade geht, als Hommage an seine Schimpfwörter am Ende der Pilot-Episode, wie ihre Abenteuer zwangsläufig dunkler sein werden als zuvor. Rick bekennt sich auch zu seiner Leidenschaft für die Szechuan-Sauce, die einst bei McDonald’s als Werbeartikel für den Film Mulan erhältlich war.
In der Post-Credits-Szene beobachtet Tammy Vogelmenschs Auferstehung als Cyborg, genannt Phönixmensch.

## Produktion
The Rickshank Rickdemption wurde von Mike McMahan geschrieben. Elemente der Episode wurden lose durch den Film The Shawshank Redemption inspiriert und zeigen den dunklen Humor, den Nihilismus und die multiverse Handlungsstränge der Serie. In einem Segment für die Website Den of Geek sagte der Serienschöpfer Dan Harmon: The Rickshank Rickdemption würde die Konflikte lösen, die in der zweiten Staffel entstanden sind. Laut Harmon: „Ich glaube nicht, dass jemand eine dritte Staffel machen will, die einfach eine ganze Reihe von Episoden damit verbringt, sich mit einer Situation zu beschäftigen, die wir am Ende der zweiten Staffel geschaffen haben, also denke ich, das ist eine nicht-spoilerische Art zu sagen, dass die Dinge ziemlich schnell in Ordnung sein sollten“. Die Episode markiert das Wiederauftauchen mehrerer früherer wichtiger Handlungsstränge, darunter das Cronenberg-Universum, die Zitadelle der Ricks und Birdperson.
Die Premiere der dritten Staffel von Rick und Morty wurde bereits 2016 erwartet. Harmon gab jedoch in einem Gespräch mit Indiewire zu, dass neue Episoden aufgrund von künstlerischen Meinungsverschiedenheiten mit dem Mitschöpfer Justin Roiland schwieriger zu erstellen waren. Das Schreiben für The Rickshank Rickdemption begann am 2. November 2015; einige Monate später, im Februar 2016, begann der Regisseur Juan Meza-Leon mit der Arbeit für die Tonaufnahme des Projekts. Im Februar 2017, um den Beginn der Animationsphase der Episode zu feiern, veröffentlichte Adult Swim Australia einen Teaser-Trailer, der sich später als RickRoll entpuppte: eine Zusammenstellung von Clips aus der ersten und zweiten Staffel, die keinen neuen Einblick in die bevorstehende Premiere bot.

## Veröffentlichung und Rezeption
The Rickshank Rickdemption wurde am 1. April 2017 ohne vorherige Ankündigung auf Adult Swim uraufgeführt. Als Teil von Adult Swims alljährlichem Aprilscherz wurde die Premiere vier Stunden lang ausgestrahlt und unterbrach die geplanten neuen Folgen von Samurai Jack und Dragon Ball Super. Es wurde von 676.000 amerikanischen Haushalten verfolgt und hatte eine Quote von 0,2 in der Altersgruppe 18–49. Um 23 Uhr, als sich die Details des unerwarteten Debüts der Episode verbreiteten, hatte The Rickshank Rickdemption seine beste Reichweite mit 949.000 Zuschauern und einer Quote von 0,4.
Ein kritischer Erfolg, The Rickshank Rickdemption wurde als eine der besten Episoden der Serie gelobt, wobei Jesse Schedeen von IGN sagte, es sei „das Niveau der Qualität hoch zu halten“. Kritiker zitierten die dunklen Untertöne der Episode und den einzigartigen Einblick in Ricks Psyche.
IGNs Jesse Schedeen schrieb in seiner Rezension „Justin Roiland und Dan Harmon schafften es, einen Konflikt zu schaffen, der urkomisch, dunkel ergreifend und völlig anders war als alles, was die Fans erwartet hatten“. Sie lobte auch die Fähigkeit der Episode, sich den Erwartungen zu widersetzen und gleichzeitig „ein düsteres Porträt eines verrückten Wissenschaftlers anzubieten, der alle anderen fast so sehr hasst wie sich selbst“. Zach Blumenfeld von Paste nannte The Rickshank Rickdemption das „Top of all animated television“, eine Episode, die tiefere Charakterentwicklung und Humor sah, die mit Total Rickall und Meeseeks and Destroy rivalisierte. Den-of-Geek-Autor Joe Matar beobachtete „frühere Rick and Morty-Plot-Entwicklungen, die uns an das Engagement der Serie für ihr hartnäckiges Multiversum erinnerten“ in einer Premiere, die er als die beste der Serie bezeichnete.